# Linaria glacialis
Linaria glacialis es una herbácea de la familia de las escrofulariáceas.

## Descripción
Toda ella, salvo las corolas, está cubierta de pruinosidad que le da un aspecto glauco-ceniciento. Los tallos serpentean bajo el cascajar en busca de suelo incipiente y las flores se apelotonan en el extremo superior superando a las hojuelas, no menos apretadas entre sí. Destaca por su vistosidad y tamaño la corola de cada flor en la que se espacen los colores violeta y amarillo formando bandas y rayas. El paladar tiende a hacerse de color limonita.

## Distribución y hábitat
Es una de las más estimadas joyas florísticas de Sierra Nevada en España. Vive en pedregales, arenales y roquedos sueltos, siendo comida a veces por los rumiantes pecuaris o silvestres.